# Saison 4 de Jane the Virgin
Chronologie
Saison 3 Saison 5
Cet article présente le guide des épisodes de la quatrième saison de la série télévisée américaine Jane the Virgin.

## Généralités
- Aux États-Unis, la saison a été diffusée du 13 octobre 2017 au 20 avril 2018 sur The CW ;
- Au Canada, elle a été disponible le lendemain sur le Netflix Canada.
- En France, la quatrième saison est disponible depuis le 30 juin 2018 sur Netflix.

## Distribution

### Acteurs principaux
- Gina Rodriguez (VF : Alice Taurand) : Jane Villanueva
- Andrea Navedo (VF : Géraldine Asselin) : Xiomara « Xo » De La Vega
- Justin Baldoni (VF : Damien Ferrette) : Rafael Solano
- Yael Grobglas (VF : Anouck Hautbois) : Petra Solano
- Ivonne Coll (VF : Évelyne Grandjean) : Alba Villanueva
- Elias Janssen : Mateo Rogelio Solano-Villanueva
- Jaime Camil (VF : Yann Peira) : Rogelio de la Vega
- Yael Grobglas (VF : Anouck Hautbois) : Anezka Archuletta (épisodes 1 à 7 et 17)
- Anthony Mendez (VF : Benoît Allemane) : le narrateur

### Acteurs récurrents
- Mia Allan et Ella Allan : Anna et Elsa "Ellie" Solano, les filles de Rafael et Petra (12 épisodes)
- Rosario Dawson (VF : Sophie Riffont) : Jane « J.R. » Ramos (10 épisodes)
- Priscilla Barnes (VF : Ève Lorach) : Magda Andel (9 épisodes)
- Shelley Bhalla (VF : Maïa Liaudois) : Krishna Dhawan, l'assistante de Petra (9 épisodes)
- Justina Machado (VF : Annie Milon) : Darcy Factor (7 épisodes)
- Keller Wortham (VF : Emmanuel Karsen) : Esteban Santiago (7 épisodes)
- Alfonso DiLuca (VF : Philippe Siboulet) : Jorge Garcia (6 épisodes)
- Yara Martinez (VF : Véronique Desmadryl) : Dr Luisa Alver (6 épisodes)
- Brooke Shields (VF : Rafaèle Moutier) : River Fields (6 épisodes)
- Tyler Posey (VF : François Santucci) : Adam Alvaro (6 épisodes)
- Bridget Regan (VF : Valérie Siclay) : Rose Solano (4 épisodes)
- Alex Meneses (VF : Armelle Gallaud) : Katherine Cortes (4 épisodes)
- Graham Sibley : Anthon/Carl (3 épisodes)

### Acteurs invités
- Diane Guerrero (VF : Magali Rosenzweig) : Lina Santillian (épisode 1)
- Johnny Messner (VF : Jérémie Covillault) : Chuck Chesser (épisode 2)
- Francisco San Martin (VF : Alexandre Nguyen) : Fabian Regalo del Cielo (épisodes 2 et 6)
- Isabel Allende : elle-même
- Molly Hagan (VF : Patricia Piazza) : Patricia Cordero
- Iyanla Vanzant : elle-même
- Julie Chen : elle-même
- Eve : elle-même
- Sara Gilbert : elle-même
- Sharon Osbourne : elle-même
- Sheryl Underwood : elle-même
- Eva Longoria (VF : Odile Schmitt) : elle-même (épisode 11)
- Melanie Mayron (VF : Isabelle Leprince) : Marlene Donaldson (épisode 11)
- Adam Rodríguez (VF : Cyrille Artaux) : Jonathan Chavez (épisode 11)
- Mario López : lui-même
- Amy Brenneman (VF : Juliette Degenne) : Donna (épisode 16)
- Brett Dier (VF : Adrien Larmande) : Michael Cordero, Jr. (épisode 17)

## Liste des épisodes

### Épisode 1:Le Premier Amour
- États-Unis : 13 octobre 2017 sur The CW[1]
- France :
  - 30 juin 2018 sur Netflix
  - 10 mars 2019 sur Téva
- Québec : 4 septembre 2018 sur VRAK

- États-Unis : 680 000 téléspectateurs[2] (première diffusion)

### Épisode 2:Raison et Sentiments
- États-Unis : 20 octobre 2017 sur The CW
- France :
  - 30 juin 2018 sur Netflix
  - 10 mars 2019 sur Téva
- Québec : 11 septembre 2018 sur VRAK

- États-Unis : 610 000 téléspectateurs[3] (première diffusion)

### Épisode 3:Compromis
- États-Unis : 27 octobre 2017 sur The CW
- France :
  - 30 juin 2018 sur Netflix
  - 17 mars 2019 sur Téva
- Québec : 18 septembre 2018 sur VRAK

- États-Unis : 600 000 téléspectateurs[4] (première diffusion)

### Épisode 4:En proie au doute
- États-Unis : 3 novembre 2017 sur The CW
- France :
  - 30 juin 2018 sur Netflix
  - 17 mars 2019 sur Téva
- Québec : 25 septembre 2018 sur VRAK

- États-Unis : 690 000 téléspectateurs[5] (première diffusion)

### Épisode 5:Le Rôle d'une vie
- États-Unis : 10 novembre 2017 sur The CW
- France :
  - 30 juin 2018 sur Netflix
  - 24 mars 2019 sur Téva
- Québec : 2 octobre 2018 sur VRAK

- États-Unis : 650 000 téléspectateurs[6] (première diffusion)

### Épisode 6:Mon père, ce héros
- États-Unis : 17 novembre 2017 sur The CW
- France :
  - 30 juin 2018 sur Netflix
  - 24 mars 2019 sur Téva
- Québec : 9 octobre 2018 sur VRAK

- États-Unis : 610 000 téléspectateurs[7] (première diffusion)

### Épisode 7:Week-end entre filles
- États-Unis : 8 décembre 2017 sur The CW
- France :
  - 30 juin 2018 sur Netflix
  - 31 mars 2019 sur Téva
- Québec : 16 octobre 2018 sur VRAK

- États-Unis : 650 000 téléspectateurs[8] (première diffusion)

### Épisode 8:Le Baiser de la discorde
- États-Unis : 26 janvier 2018 sur The CW
- France :
  - 30 juin 2018 sur Netflix
  - 31 mars 2019 sur Téva
- Québec : 23 octobre 2018 sur VRAK

- États-Unis : 680 000 téléspectateurs[9] (première diffusion)

### Épisode 9:Cinquante nuances de frustration
- États-Unis : 2 février 2018 sur The CW
- France :
  - 30 juin 2018 sur Netflix
  - 7 avril 2019 sur Téva
- Québec : 30 octobre 2018 sur VRAK

- États-Unis : 670 000 téléspectateurs[10] (première diffusion)

### Épisode 10:Main de fer et gant de velours
- États-Unis : 9 février 2018 sur The CW
- France :
  - 30 juin 2018 sur Netflix
  - 7 avril 2019 sur Téva
- Québec : 6 novembre 2018 sur VRAK

- États-Unis : 800 000 téléspectateurs[11] (première diffusion)

### Épisode 11:Sur la bonne voie
- États-Unis : 2 mars 2018 sur The CW
- France :
  - 30 juin 2018 sur Netflix
  - 14 avril 2019 sur Téva
- Québec : 13 novembre 2018 sur VRAK

- États-Unis : 590 000 téléspectateurs[12] (première diffusion)

### Épisode 12:Auto-critique
- États-Unis : 9 mars 2018 sur The CW
- France :
  - 30 juin 2018 sur Netflix
  - 14 avril 2019 sur Téva
- Québec : 20 novembre 2018 sur VRAK

- États-Unis : 580 000 téléspectateurs[13] (première diffusion)

### Épisode 13:De l'autre côté du miroir
- États-Unis : 16 mars 2018 sur The CW
- France :
  - 30 juin 2018 sur Netflix
  - 21 avril 2019 sur Téva
- Québec : 27 novembre 2018 sur VRAK

- États-Unis : 590 000 téléspectateurs[14] (première diffusion)

### Épisode 14:La Potion magique
- États-Unis : 23 mars 2018 sur The CW
- France :
  - 30 juin 2018 sur Netflix
  - 21 avril 2019 sur Téva
- Québec : 4 décembre 2018 sur VRAK

- États-Unis : 650 000 téléspectateurs[15] (première diffusion)

### Épisode 15:Le Trio gagnant
- États-Unis : 6 avril 2018 sur The CW
- France :
  - 30 juin 2018 sur Netflix
  - 28 avril 2019 sur Téva
- Québec : 11 décembre 2018 sur VRAK

- États-Unis : 530 000 téléspectateurs[16] (première diffusion)

### Épisode 16:Un rêve après l'autre
- États-Unis : 13 avril 2018 sur The CW
- France :
  - 30 juin 2018 sur Netflix
  - 28 avril 2019 sur Téva
- Québec : 18 décembre 2018 sur VRAK

- États-Unis : 570 000 téléspectateurs[17] (première diffusion)

### Épisode 17:Surprise! Surprise!
- États-Unis : 20 avril 2018 sur The CW
- France :
  - 30 juin 2018 sur Netflix
  - 5 mai 2019 sur Téva
- Québec : 25 décembre 2018 sur VRAK

- États-Unis : 580 000 téléspectateurs[18] (première diffusion)